# Thomas Jacobi Rozelius
Thomas Jacobi Rozelius, född i Rosvik, Piteå socken, död 1655 i Piteå socken, var en svensk präst och riksdagsledamot.

## Biografi
Thomas Jacobi Rozelius var son till handlanden Jakob Thomasson som efter hans födelse flyttade till Stockholm. 1627 inskrevs han vid Uppsala universitet, för att tre år senare bli skolmästare i Piteå. Han promoverades under Johan Stalenus 1642 till magister, varefter ärkestiftet utsåg honom till kyrkoherde i Njurunda socken och prost över Medelpad. 1650 blev han kyrkoherde och prost i Piteå socken.
Under åren i Njurunda var Rozelius ombud för prästerskapet vid riksdagarna 1643 och 1647.
Rozelius var gift med Anna Olofsdotter Sundel, dotter till borgmästaren i Piteå Olof Sundel och Ingrid Östensdotter. En sonson adlades von Rosenheim. Sonen Johan var köpman i Stockholm.